# Show TV
Show TV — турецкий национальный телеканал.

## История
Основан 1 марта 1991 года турецкими бизнесменами — Эролом Аксоем и Халдуном Симави. В течение нескольких лет канал значительно расширил свою аудиторию за счёт смежных телеканалов Show Plus, Show Max и Show Turk.
Канал  транслирует  такие шоу как : 
- Güldür Güldür Show
- Didem Arslan Yılmaz'la Vazgeçme
- Gelin Evi
- Bu Sabah
- Bir Şansım Olsa
- Cumartesi Sürprizi
- Pazar Sürprizi

Лицами канала являются известные турецкие актёры —  Uraz Kaygılaroğlu, Haluk Bilginer, Songül Öden, Murat Yıldırım, Ekin Koç и другие.

### Транслируемые телесериалы
- Bahar - Salı 20.00
- Sandık Kokusu - Çarşamba 20.00
- Kızılcık Şerbeti - Cuma 20.00

## Бывшие телесериалы
Muhteşem Yüzyıl (тур.)

Magnificent century (англ.)

Великолепный век (рус.)
Ezel
Bu Kalp Seni Unutur Mu?
Kahramanlar
Melekler Korusun
- Pepee (2008-2015), турецкий 3D-анимационный телесериал

### Телепередачи
- Var mısın? Yok musun? (турецкая версия телеигры Сделка?!)
- Pazar Sürprizi
- Şahane Show
- Yemekteyiz
- Wipe Out 2